# Dacia Dokker
Dacia Dokker este un vehicul care a fost dezvoltat de către producător român Dacia, construit la uzina Renault din Tanger, Maroc. Acesta a fost lansat oficial la 2012 Casablanca Auto Show și inițial a mers la vânzare în Maroc în iunie 2012.
Acesta a fost disponibil în România începând din luna septembrie 2012, până în 2021, și a fost comercializat în Europa, Africa de Nord și teritoriile franceze de peste mări. Dacia Dokker a fost fabricată în variante de pasageri și transpot marfă, precum și o versiune de crossover, Dokker Stepway, prezentat în 2012 la Istanbul Motor Show, oferind elemente de caroserie similare Sandero Stepway. Dokker-ul a fost comercializat în țările CSI ca Renault Dokker, dar nu și în alte părți ale lumii, deoarece aceasta ar fi canibalizat vânzările fratelui său francez, Renault Kangoo.
1. ↑  Dacia Dokker şi Dokker Van, imagini, dotări şi informaţii complete, Automarket
2. ↑  Dacia Dokker Stepway - debut oficial la Salonul de la Istanbul, Automarket